# Jon Fridrik Kjølbro
 Denne artikel omhandler dommeren. For virksomheden, se J.F. Kjølbro.
Jon Fridrik Kjølbro (født 2. juni 1967 i Gentofte) er en dansk/færøsk jurist og dommer ved Den Europæiske Menneskerettighedsdomstol siden 2014, hvor han siden 2020 har fungeret som vicepræsident.

## Baggrund
Kjølbro bestod sin juridiske kandidateksamen fra Københavns Universitet i 1992. Fra 1994 til 1996 arbejde Kjølbro som dommerfuldmægtig ved Retten på Færøerne i Tórshavn, men vendte tilbage til Justitsministeriet i 1996, hvor han blandt andet har arbejdet med menneskerettigheder, herunder behandling af klagesager for Den Europæiske Menneskerettighedsdomstol og rådgivning om menneskerettigheder i forbindelse med lovgivning og konkrete sager. Kjølbro var dommer i Københavns Byret fra 2004 til 2005, og samtidig konstitueret landsdommer i Østre Landsret i 2004. Fra 1. april 2005 til 2014 arbejde han som landsdommer, hvor han også var assisterende retsformand fra 2010. Siden 1. april 2014 har Kjølbro været Danmarks dommer ved Den Europæiske Menneskerettighedsdomstol i Strasbourg, som efterfølger for Peer Lorenzen. Hans embedsperiode ved EMD forventes at udløbe den 31. marts 2023. Kjølbro blev valgt til i 2020 at overtage posten som vicepræsident ved den Europæiske Menneskerettighedsdomstol.

### CV
- Vicepræsident ved den Europæiske Menneskerettighedsdomstol, 2020 til 2023
- Dommer ved den Den Europæiske Menneskerettighedsdomstol, 2014 til 2020.
- Assisterende retsformand i Østre Landsret, 2010 til 2014.
- Dommer i Østre Landsret, 2005 til 2014.
- Dommer i Københavns Byret, 2004-05.
- Konstitueret landsdommer (forfaldskonstitution) i Østre Landsret, 2004.
- Chefkonsulent i Lovteknikkontoret, Justitsministeriet, 2003-04.
- Konstitueret landsdommer i Østre Landsret, december 2003.
- Chefkonsulent i Menneskeretsenheden, Justitsministeriet, 2001-03.
- Souschef i Strafferetskontoret, Lovafdelingen, Justitsministeriet, 2001
- Fuldmægtig i EU- og Menneskeretskontoret, Justitsministeriet, 1996-00.
- Dommerfuldmægtig ved Retten på Færøerne, 15. oktober 1994-96.
- Fuldmægtig i Justitsministeriet, Civilkontoret, 1992-94.

## Privat
Både Kjølbros mor, Alvdis, og far, Jógvan Kjølbro (død), er færøske. Kjølbro er gift med sin færøske kone Guðrun, med hvem han har tre børn.

## Værker
Kjølbro har udgivet artikler og bøger inden for emnerne Menneskerettighedsdomstolen og retsvæsnet, derudover har han undervist i adskillige kurser inden for disse emner.
- Kjølbro, Jon Fridrik (2017). Den Europæiske Menneskerettighedskonventionen for praktikere (4. udgave). København: Djøf Forlag. ISBN 9788757425635.